# Emmy Evald
Emmy Christine Evald, född Carlsson 1857, död 1946, var en svenskamerikansk organist och sångpedagog. Hon var från 1883 gift med Carl Andersson Evald.